# أولكسندر ملنك
أولكسندر ملنك (بالأوكرانية: Мельник Олександр Сергійович)‏ هو لاعب كرة قدم أوكراني في مركز الدفاع، ولد في 10 فبراير 2000 في كييف في أوكرانيا. لعب مع نادي أوليكساندريا.

## وصلات خارجية
- أولكسندر ملنك على موقع اتحاد أوكرانيا (الإنجليزية)
- أولكسندر ملنك على موقع قاعدة بيانات كرة القدم.إي يو (الإنجليزية)
- أولكسندر ملنك على موقع Soccerbase.com (لاعب) (الإنجليزية)
- أولكسندر ملنك على موقع Soccerway.com (الإنجليزية)
- أولكسندر ملنك على موقع عالم كرة القدم.نت (الإنجليزية)